# Valent Sinković
Valent Sinković  (Zagreb, 2 augustus 1988) is een Kroatisch roeier. Sinković maakte zijn debuut tijdens de Wereldkampioenschappen roeien 2007 in de dubbel-vier en werd toen 17e. Sinković won driemaal de wereldtitel in de dubbel-vier in 2010 2013 en 2014 en olympisch zilver in 2012. In 2014 maakte Sinković samen met zijn broer Martin Sinković de overstap naar de dubbel-twee, samen werden ze tweemaal wereldkampioen en wonnen in 2016 olympisch goud. In Tokio wonnen de broers Sinković olympisch goud in de twee-zonder.

## Resultaten

### Olympische Zomerspelen
| Jaar | Plaats         | Resultaten        |
| ---- | -------------- | ----------------- |
| 2012 | Londen         | in de dubbel-vier |
| 2016 | Rio de Janeiro | in de dubbel-twee |
| 2020 | Tokio          | in de twee-zonder |
| 2024 | Parijs         | in de twee-zonder |

### Wereldkampioenschappen roeien
| Jaar | Plaats              | Resultaten           |
| ---- | ------------------- | -------------------- |
| 2009 | Poznań              | 4e in de dubbel-vier |
| 2010 | Cambridge           | in de dubbel-vier    |
| 2011 | Bled                | in de dubbel-vier    |
| 2013 | Chungju             | in de dubbel-vier    |
| 2014 | Amsterdam           | in de dubbel-twee    |
| 2015 | Aiguebelette-le-Lac | in de dubbel-twee    |
| 2017 | Sarasota            | in de twee-zonder    |
| 2018 | Plovdiv             | in de twee-zonder    |
| 2019 | Ottensheim          | in de twee-zonder    |
| 2022 | Račice              | 4e in de dubbel-twee |
| 2023 | Belgrado            | in de dubbel-twee    |

1904: John Mulcahy & William Varley ·
1920: Paul Costello & John B. Kelly, Sr. ·
1924: Paul Costello & John B. Kelly, Sr. ·
1928: Paul Costello & Charles McIlvaine ·
1932: Kenneth Myers & Garrett Gilmore ·
1936: Jack Beresford & Leslie Southwood ·
1948: Richard Burnell & Bert Bushnell ·
1952: Tranquilo Cappozzo & Eduardo Guerrero ·
1956: Aleksandr Berkoetov & Joeri Tjoekalov ·
1960: Václav Kozák & Pavel Schmidt ·
1964: Oleg Tjoerin & Boris Doebrovsky ·
1968: Anatoli Sass & Aleksandr Timosjinin ·
1972: Aleksandr Timosjinin & Gennadi Korsjikov ·
1976: Frank Hansen & Alf Hansen ·
1980: Joachim Dreifke & Klaus Kröppelien ·
1984: Bradley Lewis & Paul Enquist ·
1988: Nico Rienks & Ronald Florijn ·
1992: Stephen Hawkins & Peter Antonie ·
1996: Agostino Abbagnale & Davide Tizzano ·
2000: Luka Špik & Iztok Čop ·
2004: Sébastien Vieilledent & Adrien Hardy ·
2008: David Crawshay & Scott Brennan ·
2012: Nathan Cohen & Joseph Sullivan  ·
2016: Martin Sinković & Valent Sinković ·
2020: Hugo Boucheron & Matthieu Androdias  ·
2024: Andrei Cornea & Marian Enache
1904: Robert Farnan & Joseph Ryan ·
1908: Reginald Fenning & Gordon Thomson ·
1924: Teun Beijnen & Willy Rösingh ·
1928: Kurt Moeschter & Bruno Müller ·
1932: Lewis Clive & Hugh Edwards ·
1936: Willi Eichhorn & Hugo Strauß ·
1948: Jack Wilson & Ran Laurie ·
1952: Charles Logg & Thomas Price ·
1956: James Fifer & Duvall Hecht ·
1960: Valentin Borejko & Oleg Golovanov ·
1964: George Hungerford & Roger Jackson ·
1968: Jörg Lucke & Heinz-Jürgen Bothe ·
1972: Siegfried Brietzke & Wolfgang Mager ·
1976: Jörg Landvoigt & Bernd Landvoigt ·
1980: Jörg Landvoigt & Bernd Landvoigt ·
1984: Petru Iosub & Valer Toma ·
1988: Andy Holmes & Steve Redgrave ·
1992: Steve Redgrave & Matthew Pinsent ·
1996: Steve Redgrave & Matthew Pinsent ·
2000: Michel Andrieux & Jean-Christophe Rolland ·
2004: Drew Ginn & James Tomkins ·
2008: Drew Ginn & Duncan Free ·
2012: Eric Murray & Hamish Bond ·
2016: Eric Murray & Hamish Bond ·
2020: Martin Sinković & Valent Sinković ·
2024: Martin Sinković & Valent Sinković